# St. Johannes Evangelist (Dürmentingen)

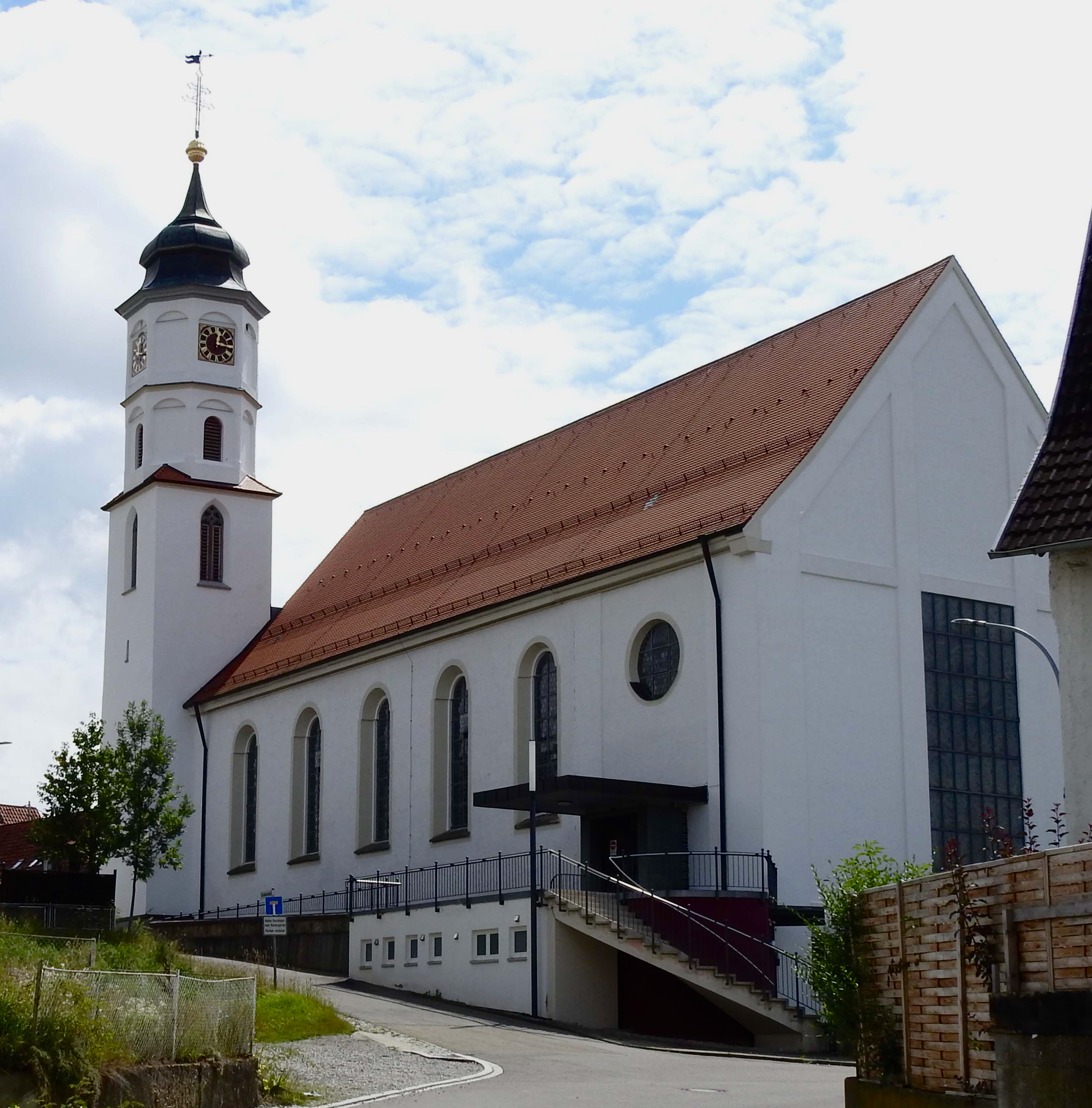
Kirche in Dürmentingen (von Nordwesten)

Die Kirche St. Johannes Evangelist ist die römisch-katholische Pfarrkirche von Dürmentingen im Landkreis Biberach in Baden-Württemberg.

## Geschichte
Die Kirche stammt in Teilen von einer spätgotischen Chor- und Turmanlage. 1806 wurde ein Teil des Schiffes abgetragen und in klassizistischem Baustil erneuert und vergrößert. 1962 wurde der Kirchbau in westlicher Richtung erweitert.

## Ausstattung
In der Kirche befinden sich Apostelfiguren des Ulmer Meisters von Zell am Adelsbach (heute Pfullendorf), welche um 1490 erschaffen wurden. Das Hochaltarbild wurde 1729 von Franz Joseph Spiegler gemalt.

## Orgel
Die Orgel wurde 1964 von der Firma Gebr. Späth Orgelbau erbaut. Das Instrument verfügt über 25 Register, verteilt  auf zwei Manuale und Pedal. Die Spieltraktur ist mechanisch, die Registertraktur ist elektrisch ausgeführt.
| I Hauptwerk C–g3 |                |     |
| 1.               | Gedacktpommer  | 16’ |
| 2.               | Principal      | 08’ |
| 3.               | Koppelflöte    | 08’ |
| 4.               | Salicional     | 08’ |
| 5.               | Oktave         | 04’ |
| 6.               | Blockflöte     | 04’ |
| 7.               | Nachthorn      | 02’ |
| 8.               | Sesquialter II |     |
| 9.               | Mixtur V-VI    |     |
| 10.              | Trompete       | 08v |

| II Rückpositiv C–g3 |              |        |
| 11.                 | Holzgedeckt  | 08’    |
| 12.                 | Quintade     | 08’    |
| 13.                 | Principal    | 04’    |
| 14.                 | Rohrflöte    | 04’    |
| 15.                 | Oktave       | 02’    |
| 16.                 | Sifflöte     | 01 ⁄3’ |
| 17.                 | Scharff IV   |        |
| 18.                 | Rohrschalmei | 08’    |
|                     | Tremolo      |        |

| Pedalwerk C–f1 |               |     |
| 19.            | Principalbass | 16’ |
| 20.            | Subbass       | 16’ |
| 21.            | Oktavbass     | 08’ |
| 22.            | Rohrpommer    | 08’ |
| 23.            | Choralbass    | 04’ |
| 24.            | Rauschbass IV |     |
| 25.            | Posaune       | 16’ |

- Koppeln: II/I, I/P, II/P
- Spielhilfen: Zwei freie Kombinationen, eine freie Pedalkombination, Tutti, Handregister, Absteller, Tutti und Pedalkombination auch als Fußschalter, Registercrescendo als Walze ausgeführt, Zungenabsteller

## Glocken
Im Turm von St. Johannes Evangelist hängen 6 Glocken, gegossen von der Glockengießerei Bachert in Heilbronn in den Jahren 1953 und 1958. Sie haben die Schlagtöne h0, cis1, e1, fis1, a1 und h1.